# 生态主义者和替代团体联盟
生态主义者和替代团体联盟（希腊语：Οικολόγοι Εναλλακτικοί），常简称为替代生态主义者，是希腊的一个左翼政党。该党成立于1989年。该党的意识形态是绿色政治、生态社会主义、反资本主义。该党的政治立场是左翼。该党是希腊左翼政党联盟争取颠覆反资本主义左翼合作的成员。